# Вайнона Райдер
Вайнона Лора Горовіц, відома як Вайнона Райдер (Вінона англ. Winona Ryder (англ. Winona Laura Horowitz); 29 жовтня 1971, Вінона, Міннесота, США) — американська акторка та продюсер українського походження. Двічі номінант «Оскара» (1994, 1995). Володар премії «Золотий глобус» (1994). Удостоєна зірки на Голлівудській алеї слави.
Після кінодебюту Райдер у фільмі «Лукас» вона привернула увагу грою у фільмі Тіма Бертона «Бітлджус». Стала відомою завдяки головним ролям у фільмах «Смертельний потяг», «Русалки», «Едвард Руки-ножиці» та «Дракула». Отримала визнання критики і дві поспіль номінації на «Оскар» за образи світської левиці Мей Велленд у фільмі Мартіна Скорсезе «Епоха невинності» та Джо Марч у фільмі «Маленькі жінки». Отримала «Золотий глобус» за «Епоху невинності». Іншими її фільмами в цей період були «Реальність кусається», «Як зробити американську ковдру», «Горнило», «Чужий: Воскресіння», «Знаменитість» і «Перерване життя», в якому вона також була виконавчою продюсеркою.
У 2002 році Райдер зіграла головну роль у «Мільйонер мимоволі», після якого її кар'єра пішла на спад, і вона зробила перерву в кіно. У 2009 році вона повернулася в гучному фільмі «Зоряний шлях». У 2010 році виконала головну роль у телефільмі «Коли кохання недостатньо: Історія Лоїс Вілсон» та роль другого плану в «Чорному лебеді». Возз'єдналася з Бертоном для анімаційного фільму «Франкенвіні». З 2016 року зіграла роль Джойс Баєрс у науково-фантастичному серіалі «Дивні дива» від Netflix, за що отримала номінацію на «Золотий глобус», а у 2020 році знялася в драматичному мінісеріалі HBO «Змова проти Америки».
Стосунки Райдер з Джонні Деппом з 1989 по 1993 роки та арешт у 2001 році за крадіжку в магазині були об'єктами таблоїдної журналістики. У 2000 році Райдер удостоєна зірки на Голлівудській алеї слави.

## Біографія

### Дитинство
Народилася 29 жовтня 1971 року в окрузі Олмстед, штат Міннесота.
Названа на честь сусіднього міста Вінона («перші дочки» з мови сіу). Середнє ім'я Лора — на честь дружини письменника Олдоса Гакслі, з якою приятелював її батько. Батьки Вайнони Синтія і Майкл Горовіц — нащадки єврейських емігрантів із Харкова і Румунії — займалися літературною діяльністю. Батько був письменником, редактором і власником архіву психоделічної літератури. Мати, яка займалася літературною діяльністю і була буддисткою, мала двох дітей від попереднього шлюбу: дочка Суньята і син Джубал. Горовіц редагували книгу «Шаманська натура справжньої леді», що представляє збірник експериментів з наркотиками, фрагмент якого був написаний Луїзою Мей Елкотт. Серед друзів сім'ї були: шанувальник ЛСД і «розширення свідомості» Тімоті Лірі (хрещений батько Вайнони), поети біт-покоління Аллен Гінзберг і Лоуренс Ферлінгетті. Батьки Вайнони офіційно одружилися, коли їй виповнилося 12 років. Пізніше у неї народився молодший брат Юрій, названий на честь радянського космонавта Юрія Гагаріна. Справжнє прізвище предків її батька — Томчин.
З 1978 року, коли їй було 7 років, вона жила з родиною в сільськогосподарській комуні поблизу міста Елк на півночі Каліфорнії. У комуні, де на ділянці землі площею 1,2 км² також жили ще сім сімей і паслися коні, не було електрики і телебачення (хоча її мати влаштувала в старій стайні перегляд фільмів), тому Вайнона захопилася читанням. Її улюбленою книгою була «Ловець у житі» Джерома Селінджера. Коли Вайноні виповнилося 10 років, батьки переїхали в місто Петалума в Каліфорнії. У перші шкільні дні її побили підлітки, які вирішили, що незграбна Вайнона з короткою стрижкою — хлопчик. Батьки вирішили, що дочці краще вчитися вдома, і Вайнона увесь рік навчалася вдома. З 1983 року 12-річна Вайнона відвідувала акторські курси при Американській консерваторії в Сан-Франциско. У 1987 році Горовіц закінчила школу в Петалумі з високими відмітками успішності.

### Кінокар'єра

#### 1985—1990
Незабаром Вайнону Горовіц помітили агенти з підбору акторів, і в 1985 році вона вперше взяла участь у кінопробах у фільмі «Квітка пустелі» на роль дочки персонажа Джона Войта. Завдяки агентству Тріада художників Горовіц привернула увагу режисера Девіда Зельтцер, який у 1986 році запросив її у свій фільм «Лукас». Вайнона вибрала сценічний псевдонім «Райдер», що походить від прізвища співака Мітча Райдера, якого любив слухати батько. Її гра в наступному фільмі «Кадриль» (1986) отримала позитивні оцінки, газета The Los Angeles Times назвала виконання ролі «чудовим дебютом». Роб Лоу, що грав її недоумкуватого друга, був номінований на «Золотий глобус».
Першою помітною роллю Райдер стала участь у комедії Тіма Бертона «Бітлджус» (1988), де вона втілила «готичну» дівчину, здатну бачити привидів, яких грали Джина Девіс, Алек Болдвін і Майкл Кітон. У фільмі «1969» (1988), разом з Кіфером Сазерлендом і Робертом Дауні молодшим, вона грала юну антивоєнну активістку. У 1989 році Райдер знялася у фільмі «Смертельний потяг», за сюжетом якого школярі Вероніка Соєр і Джейсон Дін (Крістіан Слейтер) убивають своїх однокласників, маскуючи смерті під самогубства. Агент акторки радив відмовитися від ролі, вважаючи, що цей фільм зашкодить її кар'єрі. Критика поставилася до картини з байдужістю. Тим не менше, The Washington Post назвала Райдер «найбільш вражаючою голлівудською інженю». У тому ж році вийшов фільм «Вогняні кулі» про музиканта Джеррі Лі Льюїса, який одружився зі своєю 13-річною кузиною Майрою, за роль якої Райдер отримала свою першу професійну нагороду Young Artist Awards.
У 1990 році Райдер з'явилася в трьох фільмах. Виконала головну роль у картині Бартона «Едвард Руки-ножиці», яка привернула увагу критики. Джонні Депп, партнер по картині, став її бойфрендом. Це був останній фільм, в якому вона грала підліток. За роль у фільмі «Русалки», де грали Шер і Крістіна Річчі, Райдер номінована на «Золотий глобус» у категорії «найкраща акторка другого плану». Крім того, вона знялася в драмі «Ласкаво просимо додому, Роксі Кармайкл», яка зазнала провалу в прокаті. Райдер також запропонували роль дочки дона Корлеоне у фільмі Френсіса Форда Копполи «Хрещений батько 3». Однак через хворобу їй довелося відмовитися, і роль дісталася дочці режисера Софії Копполі.

#### 1991—2000
Після ролі водійки таксі, що мріє стати механіком, в першому епізоді картини «Ніч на Землі» (1991) незалежного режисера Джима Джармуша Райдер з'явилася в іншому фільмі Копполи — «Дракула Брема Стокера» в ролі Міни Харкер. Потім виконала роль в екранізації роману Ізабель Альєнде (племінниці Сальвадора Альєнде) «Будинок духів» (1993), де грали Меріл Стріп, Джеремі Айронс, Гленн Клоуз, Антоніо Бандерас.
За роль у фільмі Мартіна Скорсезе «Епоха невинності» (1993) за романом Едіт Вортон Райдер отримала премію «Золотий глобус» як «найкраща акторка другого плану» і номінацію на «Оскар» у тій же категорії. У 1994 році знялася у фільмі-екранізації роману «Маленькі жінки» американської письменниці Луїзи Мей Елкотт. Роль принесла їй номінацію на «Оскар». У тому ж році вона зіграла в комедії Бена Стіллера «Реальність кусається». Невдалим виявився її наступний фільм «Хлопці» (1996). Підписавши контракт на участь у картині з робочою назвою «The Girl You Want», Райдер виявила, що сценарій піддався значним змінам, проте за умовами контракту вона не могла відмовитися від ролі. В результаті розбіжностей фільм вийшов із затримкою і обмеженим релізом. У 1995 році Райдер озвучувала щоденник Анни Франк, отримавши номінацію на премію «Греммі».
У 1996 році Райдер знялася разом з Деніелом Дей-Льюїсом в екранізації п'єси Артура Міллера «Суворе випробування» про судовий процес над салемськими відьмами. Райдер грала невелику роль у режисерському дебюті Аль Пачіно — документальній стрічці «У пошуках Річарда». У наступному році Райдер зіграла в трилері «Чужий: Воскресіння» (1997) з Сігурні Вівер.
У 1998 році Вайнона Райдер входила журі Канського кінофестивалю. У 1999 році виконала головну роль у драмі «Перерване життя», де також виступила виконавчою продюсеркою. Фільм поставлений за щоденником дівчини, яка в 17 років намагалася вчинити самогубство і потрапила до психіатричної лікарні. Картину, де ролі другого плану грали Анджеліна Джолі, Ванесса Редгрейв, Вупі Голдберг, позитивно зустріла критика, проте фільм отримав скромні касові збори. Анджеліна Джолі, що втілила агресивну пацієнтку клініки, отримала премії «Оскар» і «Золотий глобус».

#### 2000—2009

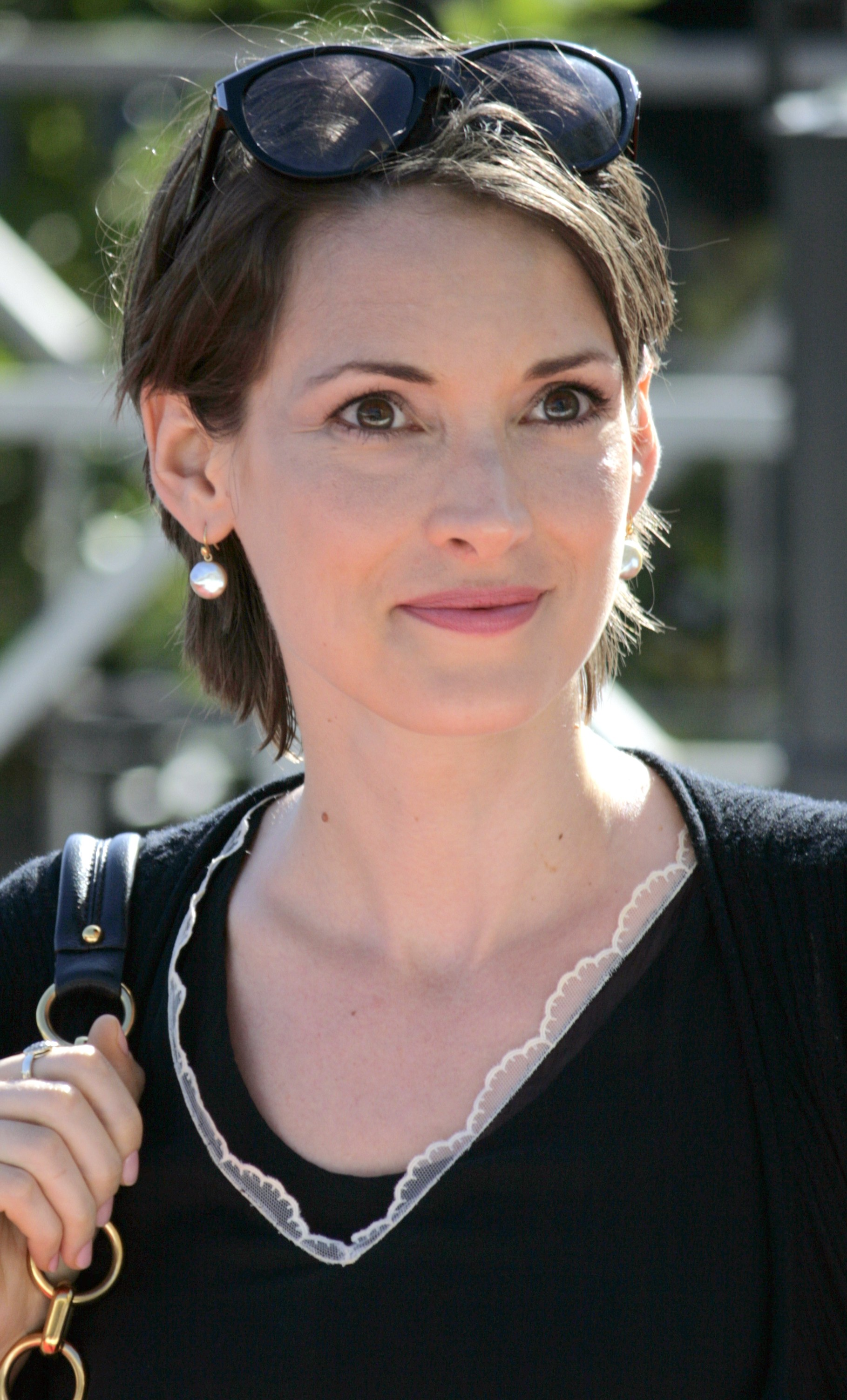
2009

У 2000 році Райдер знімається в мелодрамі «Осінь у Нью-Йорку» з Річардом Гіром. Картину розкритикували, акторський дует Райдер-Гір номінований на антинагороду «Золота малина» як «найгірша пара». У тому ж році вийшов фільм жахів «Заблукані душі», знятий ще в 1998 році, де з'явився її брат Юрій. Обидві картини провалилися в прокаті.
6 жовтня 2000 Райдер отримала зірку на Алеї слави в Голлівуді. У 2002 році знялася в комедії «Мільйонер мимоволі», знов отримавши номінацію на «Золоту малину». Фільм, тим не менше, зібрав понад 170 мільйонів доларів у світовому прокаті. Вона також грає епізодичні ролі у фантастичному фільмі «Симона» з Аль Пачіно і картині італійського режисера Азії Ардженто «Ціпочки» (2004).
Після довгої перерви Райдер з'явилася в 2006 році в анімаційному фільмі Річарда Лінклейтера «Помутніння» за романом Філіпа К. Діка. У січні 2007 року на фестивалі Sundance Film відбулися прем'єри комедій за участю Райдер «Премія Дарвіна» і «Десять», де її партнерками є Джессіка Альба і Фамке Янссен. У цьому ж році вийшла комедія «Секс і 101 смерть», в якому Райдер зіграла з Саймоном Бейкером.
У 2009 році Райдер з'явилася в картинах «Тільки спокій» з Гіларі Дафф і «Приватне життя Піппи Лі» з Кіану Рівзом. Також Райдер виконала епізодичну роль Аманди Грейсон, матері Спока у фільмі «Зоряний шлях» (2009) режисера Джеффрі Абрамса.

## Особисте життя
Райдер має будинки в Сан-Франциско, Лос-Анджелесі та Вільямсбурзі в Нью-Йорку. Вона вважає себе єврейкою і зазнала антисемітизму. Райдер страждає безсонням і ставала жертвою сталкінгу.
Свою кар'єру вона будувала з режисером Тімом Бертоном.
Райдер з двадцятих років бере участь у філантропічній діяльності для Фонду коледжу американських індіанців, який направляє корінних американців з низьким рівнем доходів до університетів.

### Стосунки
Райдер почала зустрічатися з Джонні Деппом, коли їй було 17 років. Вона була заручена з ним з 1990 по 1993 рік. Вона зустрічалася з учасником гурту Soul Asylum Дейвом Пірнером і фронтменом Helmet Пейджем Гамільтоном. Мала стосунки з актором Меттом Деймоном з 1998 по 2000 рік. З 2011 року була в стосунках з модельєром Скоттом Макінлі Ганом.

### Арешт
12 грудня 2001 року Райдер була заарештована за звинуваченням у крадіжці дизайнерського одягу та аксесуарів на 5500 доларів в універмазі Saks Fifth Avenue в Беверлі-Гіллз, штат Каліфорнія. Окружний прокурор Лос-Анджелеса Стівен Кулі зібрав команду з восьми прокурорів і висунув проти неї чотири кримінальні звинувачення. Райдер найняла знаменитого адвоката Марка Джерагоса. Наприкінці літа 2002 року переговори не привели до угоди про визнання провини. Джоел Моубрей з National Review зазначив, що сторона обвинувачення не була готова запропонувати їй безперечне визнання провини за звинуваченнями в проступку.
Її звинуватили у вживанні наркотиків, у тому числі оксикодону, діазепаму та вікодину, без дійсного рецепта, але прокуратура зняла звинувачення у зберіганні наркотиків після того, як було доведено, що лікар надав їй їх для лікування. Вона була засуджена за крадіжку у великому розмірі, але виправдана за звинуваченням у крадіжці зі зломом. У грудні 2002 року її засудили до трьох років випробувального терміну, 480 годин громадських робіт, 3700 доларів штрафу та 6355 доларів компенсації за магазин Saks Fifth Avenue, а також їй було наказано відвідувати психологічну консультацію та консультацію з питань наркоманії. 18 червня 2004 року суддя Верховного суду Елден Фокс переглянув звіт Райдер про випробувальний термін і зазначив, що вона відбула 480 годин громадських робіт, а злочини були зведені до проступків. Вона закінчила випробувальний термін у грудні 2005 року.
Райдер пояснила, що інцидент стався у важкий період її життя. Вона додала, що знеболюючі ліки, які призначив їй лікар, значно затьмарили її розум.

## Фільмографія
| Рік       |     | Українська назва                             | Оригінальна назва                              | Роль                                    |
| --------- | --- | -------------------------------------------- | ---------------------------------------------- | --------------------------------------- |
| 2024      | ф   | Бітлджюс 2                                   | Beetlejuice 2                                  | Лідія Дітц                              |
| 2016—2025 | с   | Дивні дива                                   | Stranger Things                                | Джойс Баєрс                             |
| 2021      | кф  |                                              | Cadillac: How Do You Drive with Scissorhands?  | Кім                                     |
| 2020      | тф  |                                              | Sarah Cooper: Everything's Fine                | Лейсі Гройн                             |
| 2020      | с   | Змова проти Америки (мінісеріал)             | The Plot Against America                       | Евелін Фінкель                          |
| 2018      | ф   | Екзотичне весілля                            | Destination Wedding                            | Ліндсі                                  |
| 2016      | с   |                                              | Montauk                                        | Джойс                                   |
| 2015      | тф  | Покажіть мені героя (мінісеріал)             | Show Me a Hero                                 | Вінні Рестіано                          |
| 2015      | ф   | Експериментатор                              | Experimenter                                   | Саша Менкін Мілґрем                     |
| 2014      | с   |                                              | Masterpiece Contemporary                       | Мелані Фалл                             |
| 2013—2014 | с   | П'яна історія                                | Drunk History                                  | Пеггі Шиппі / Мері Дайер                |
| 2014      | тф  | Теркс і Кайкос                               | Turks & Caicos                                 | Мелані Фалл                             |
| 2013      | ф   | Останній рубіж                               | Homefront                                      | Шеріл Марі Мотт                         |
| 2012      | мф  | Франкенвіні                                  | Frankenweenie                                  | Ельза Ван Хельсинг                      |
| 2012      | ф   | Нагляд                                       | The Letter                                     | Мартін                                  |
| 2012      | ф   | Крижаний                                     | The Iceman                                     | Дебора Пеллікотті                       |
| 2011      | ф   | Дилема                                       | The Dilemma                                    | Женева                                  |
| 2010      | ф   | Чорний лебідь                                | Black Swan                                     | Бет Макінтайр / Вмираючий лебідь        |
| 2010      | тф  | Коли любові недостатньо: Історія Лоїс Вілсон | When Love Is Not Enough: The Lois Wilson Story | Лоїс Вілсон                             |
| 2009      | кф  | Водні таблетки                               | Water Pills                                    | Керрі                                   |
| 2009      | ф   | Зберігай спокій                              | Stay Cool                                      | Скарлет Сміт                            |
| 2009      | ф   | Зоряний шлях                                 | Star Trek                                      | Аманда Грейсон                          |
| 2009      | ф   | Приватне життя Піппи Лі                      | The Private Lives of Pippa Lee                 | Сандра Даллес                           |
| 2008      | ф   | Інформатори                                  | The Informers                                  | Шеріл Мур                               |
| 2008      | ф   | Останнє слово                                | The Last Word                                  | Шарлотта                                |
| 2007      | кф  | Ласкаво просимо                              | Welcome                                        | Синтія                                  |
| 2007      | ф   | Секс і 101 смерть                            | Sex and Death 101                              | Смерть Нелл / Джилліан Де Рейскс (#101) |
| 2007      | ф   | Десять заповідей                             | The Ten                                        | Келлі Ла Фонда                          |
| 2006      | ф   | Помутніння                                   | A Scanner Darkly                               | Донна Готорн                            |
| 2006      | ф   | Премія Дарвіна                               | The Darwin Awards                              | Сірі Тейлор                             |
| 2004      | ф   | Ціпочки                                      | The Heart Is Deceitful Above All Things        | психолог                                |
| 2002      | ф   | Симона                                       | S1m0ne                                         | Нікола Андерс                           |
| 2002      | ф   | Мільйонер мимоволі                           | Mr. Deeds                                      | Беннетт                                 |
| 2001      | ф   | Зразковий самець                             | Zoolander                                      | Вайнона Райдер                          |
| 2001      | с   | Друзі                                        | Friends                                        | Мелісса Ворбертон                       |
| 2000      | с   | Незнайомці з Кенді                           | Strangers with Candy                           | Френ                                    |
| 2000      | ф   | Заблудлі душі                                | Lost Souls                                     | Майя Ларкін                             |
| 2000      | ф   | Осінь у Нью-Йорку                            | Autumn in New York                             | Шарлотта Філдінг                        |
| 1999      | ф   | Перерване життя                              | Girl, Interrupted                              | Сюзанна Кейсен                          |
| 1998      | ф   | Знаменитість                                 | Celebrity                                      | Нола                                    |
| 1998      | с   | Шоу Ларрі Сандерса                           | The Larry Sanders Show                         | Вайнона Райдер                          |
| 1997      | ф   | Чужий 4: Воскресіння                         | Alien: Resurrection                            | Анналі Колл                             |
| 1996      | ф   | Суворе випробування                          | The Crucible                                   | Ебігейл Вільямс                         |
| 1996      | мс  | Доктор Кац                                   | Dr. Katz, Professional Therapist               | Вайнона                                 |
| 1996      | док | У пошуках Річарда                            | Looking for Richard                            | Леді Анна                               |
| 1996      | ф   | Хлопці                                       | Boys                                           | Петті Варі                              |
| 1995      | ф   | Ковдра з клаптів                             | How to Make an American Quilt                  | Фінн                                    |
| 1994      | ф   | Маленькі жінки                               | Little Women                                   | Джо Марч                                |
| 1994      | мс  | Сімпсони                                     | The Simpsons                                   | Еллісон Тейлор                          |
| 1994      | ф   | Реальність кусається                         | Reality Bites                                  | Лелейна Пірс                            |
| 1993      | ф   | Будинок духів                                | The House of the Spirits                       | Бланка                                  |
| 1993      | ф   | Епоха невинності                             | The Age of Innocence                           | Мей Велланд                             |
| 1992      | ф   | Дракула                                      | Dracula                                        | Міна Муррей/Елізабета                   |
| 1991      | ф   | Ніч на Землі                                 | Night on Earth                                 | Коркі                                   |
| 1990      | ф   | Русалки                                      | Mermaids                                       | Шарлотта Флекс                          |
| 1990      | ф   | Едвард Руки-ножиці                           | Edward Scissorhands                            | Кім                                     |
| 1990      | ф   | Ласкаво просимо додому, Роксі Кармайкл       | Welcome Home, Roxy Carmichael                  | Дінкі Боссетті                          |
| 1989      | ф   | Вогняні кулі                                 | Great Balls of Fire!                           | Майра Гейл Браун                        |
| 1989      | ф   | Смертельний потяг                            | Heathers                                       | Вероніка                                |
| 1988      | ф   | 1969                                         | 1969                                           | Бет                                     |
| 1988      | ф   | Бітлджус                                     | Beetlejuice                                    | Лідія Діц                               |
| 1987      | ф   | Кадриль                                      | Square Dance                                   | Джемма                                  |
| 1986      | ф   | Лукас                                        | Lucas                                          | Рина                                    |

## Нагороди та номінації
| Нагорода                          | Рік  | Категорія                                                       | Робота                                       | Результат |
| --------------------------------- | ---- | --------------------------------------------------------------- | -------------------------------------------- | --------- |
| Оскар                             | 1994 | Найкраща жіноча роль другого плану                              | Епоха невинності                             | Номінація |
| Оскар                             | 1995 | Найкраща жіноча роль                                            | Маленькі жінки                               | Номінація |
| BAFTA Film Awards                 | 1994 | Найкраща жіноча роль другого плану                              | Епоха невинності                             | Номінація |
| Золотий глобус                    | 1991 | Найкраща жіноча роль другого плану                              | Русалки                                      | Номінація |
| Золотий глобус                    | 1994 | Найкраща жіноча роль другого плану                              | Епоха невинності                             | Перемога  |
| Золотий глобус                    | 2017 | Найкраща жіноча роль у телесеріалі — драма                      | Дивні дива                                   | Номінація |
| Премія Гільдії кіноакторів        | 1996 | Найкращий акторський склад в ігровому кіно                      | Ковдра з клаптів                             | Номінація |
| Премія Гільдії кіноакторів        | 2011 | Найкращий акторський склад в ігровому кіно                      | Чорний лебідь                                | Номінація |
| Премія Гільдії кіноакторів        | 2011 | Найкраща жіноча роль у мінісеріалі або телефільмі               | Коли любові недостатньо: Історія Лоїс Вілсон | Номінація |
| Премія Гільдії кіноакторів        | 2017 | Найкраща жіноча роль у драматичному серіалі                     | Дивні дива                                   | Номінація |
| Премія Гільдії кіноакторів        | 2017 | Найкращий акторський склад у драматичному серіалі               | Дивні дива                                   | Перемога  |
| Премія Гільдії кіноакторів        | 2018 | Найкращий акторський склад у драматичному серіалі               | Дивні дива                                   | Номінація |
| Премія Гільдії кіноакторів        | 2020 | Найкращий акторський склад у драматичному серіалі               | Дивні дива                                   | Номінація |
| Супутник                          | 2010 | Найкраща акторка в мінісеріалі або телефільмі                   | Коли любові недостатньо: Історія Лоїс Вілсон | Номінація |
| Супутник                          | 2017 | Найкраща акторка в драматичному/жанровому серіалі               | Дивні дива                                   | Номінація |
| Вибір телевізійних критиків       | 2016 | Найкраща жіноча роль другого плану в мінісеріалі або телефільмі | Покажіть мені героя                          | Номінація |
| Вибір телевізійних критиків       | 2021 | Найкраща жіноча роль другого плану в мінісеріалі або телефільмі | Змова проти Америки                          | Номінація |
| HCA TV Awards                     | 2022 | Найкраща акторка в стрімінговому серіалі, драма                 | Дивні дива                                   | Номінація |
| Незалежний дух                    | 1990 | Найкраща жіноча роль                                            | Смертельний потяг                            | Номінація |
| Національна рада кінокритиків США | 1990 | Найкраща жіноча роль другого плану                              | Русалки                                      | Перемога  |
| Національна рада кінокритиків США | 1993 | Найкраща жіноча роль другого плану                              | Епоха невинності                             | Перемога  |
| Сатурн                            | 1992 | Найкраща акторка                                                | Едвард Руки-ножиці                           | Номінація |
| Сатурн                            | 1993 | Найкраща акторка                                                | Дракула                                      | Номінація |
| Сатурн                            | 1998 | Найкраща акторка другого плану                                  | Чужий: Воскресіння                           | Номінація |
| Сатурн                            | 2017 | Найкраща телеакторка                                            | Дивні дива                                   | Номінація |